# Гаррі Бертлс
Гаррі Бертлс (англ. Garry Birtles, нар. 27 липня 1956, Ноттінгем) — англійський футболіст, що грав на позиції нападника у Футбольній лізі Англії у 1970-ті та 1980-ті роки. Найбільш прославився за час свого перебування в «Ноттінгем Форест», під час якого він двічі поспіль виграв Кубок європейських чемпіонів у 1979 і 1980 році та Суперкубок УЄФА у 1979 році. Він також зіграв три матчі за національну збірну Англії.

## Клубна кар'єра

### «Ноттінгем Форест»
Бертлс був куплений «Ноттінгем Форест» у клубу «Лонг Ітон Юнайтед» за дві тисячі фунтів. Він дебютував за «Форест» на позиції флангового нападника в березні 1977 року в Другому дивізіоні в матчі проти «Галл Сіті». З цього моменту він тривалий час не з'являвся в основному складі команди і не зіграв жодного матчу у чемпіонському сезоні 1977/78. Гаррі вийшов на поле вдруге тільки у вересні 1978 року. Пітер Віт був проданий в «Ньюкасл Юнайтед», а «вундеркінд» Стів Елліот не зміг виправдати сподівань, це дало Бертлсу несподіваний шанс, яким він скористався, забивши свій перший гол за клуб у своєму третьому матчі в Кубка європейських чемпіонів проти «Ліверпуля». Бертлс утримував своє місце в основі до кінця сезону, особливо запам'ятався його дубль, що приніс перемогу з рахунком 3:2 над «Саутгемптоном» у 1979 році у фіналі Кубка ліги, також він брав участь у переможному фіналі Кубка європейських чемпіонів 1979 року, суперником був шведський «Мальме», єдиний гол забив Тревор Френсіс, матч відбувся на Олімпійському стадіоні у Мюнхені. Незабаром Бертлса стали вважати одним з найкращих нападників у Англії, він забив 14 голів у лізі за сезон. Крім цього Бертлс зіграв в обох матчах Суперкубка УЄФА проти «Барселони» і допоміг своїй команді здобути цей трофей. Внесок Бертлса у загальний успіх команди не залишився непоміченим, і за результатами 1979 року його було нагороджено Трофеєм Браво як найкращого молодого футболіста Європи.
Він отримав ще одну медаль переможця Кубку європейських чемпіонів у наступному сезоні, обігравши у фіналі «Гамбург». Крім цього Гаррі зіграв всі матчі чемпіонату за «Форест» в тому сезоні, забивши 12 голів.
Бертлс почав сезон 1980/81 в прекрасній формі, забивши шість м'ячів у дев'яти матчах за «Форест», після чого за £ 1,25 млн його купив «Манчестер Юнайтед».

### «Манчестер Юнайтед»
Бертлс дебютував в «Манчестер Юнайтед» під керівництвом тренера Дейва Секстона 22 жовтня 1980 року, перехід у новий клуб ознаменувався перемогою в чемпіонаті над «Сток Сіті» на «Вікторія Граунд». Нападник зіграв 28 матчів у свій перший сезон у клубі, забивши лише один гол у Кубку Англії. В сезоні 1981/82, вже під керівництвом нового тренера Рона Аткінсона, Бертлс забив свій перший гол за «Юнайтед» у чемпіонаті, всього він відзначився 11 разів в тому сезоні.
Цікаво те, що останній матч Бертлса за «Манчестер Юнайтед» також був проти «Сток Сіті». Його останній вихід на поле припав на останній матч сезону, коли «червоні дияволи» обіграли «гончарів» з рахунком 2:0 на «Олд Траффорд». Бертлс почав сезон 1982/83 формально ще з «Манчестер Юнайтед», але не потрапив в заявку на першу гру команди, і незабаром повернувся в «Ноттінгем Форест».

### Повернення в «Форест» і пізня кар'єра
У свій другий період гри в «Ноттінгем Форест» Бертлсу часом доводилося виходити на позицію центрального півзахисника. Тим не менш, він все-одно показував себе якісним бомбардиром, зокрема, він забив 15 голів в сезоні 1983/84 і 14 в сезоні 1986/87, в останній сезон він поділив звання найкращого бомбардира серед півзахисників з Нілом Веббом і впритул підібрався до нападника Найджела Клафа. Проте, тренер «Фореста», Браян Клаф зробив так, що Бертлс покинув клуб на правах вільного агента в червні 1987 року.
В подальшому Бертлс став виступати за інший клуб з рідного міста «Ноттс Каунті», де провів півтора року у Третьому дивізіоні, виходячи на поле майже в кожному матчі, втім високою результативністю вже не відзначався (12 голів у 82 матчах). 
Завершив професійну ігрову кар'єру у клубі «Грімсбі Таун», за команду якого виступав протягом 1989—1991 років. За цей час команда зуміла вийти з Четвертого у Другий дивізіон, а Бертлс зіграв за клуб 82 матчі в усіх турнірах, забивши 11 голів. До того часу Гаррі Бертлс зіграв понад 400 матчів на професійному рівні.

## Виступи за збірну
13 травня 1980 року дебютував в офіційних іграх у складі національної збірної Англії в товариському матчі проти Аргентини (3:1). Того ж року у складі збірної був учасником чемпіонату Європи 1980 року в Італії. На турнірі зіграв лише один матч проти господарів італійців (0:1), а його збірна не вийшла з групи.
Після Євро провів свій третій і останній матч за збірну, що відбувся 15 жовтня того ж року і закінчився поразкою з рахунком 2:1 від Румунії у відбірковому матчі на чемпіонат світу 1982 року.

## Кар'єра тренера
У 1997–1999 роках очолював англійська аматорський клуб «Гріслі Роверс» з Південної футбольної ліги.

## Титули і досягнення
- Володар Кубка англійської ліги (1):

«Ноттінгем Форест»: 1978–79
- Володар Кубка чемпіонів УЄФА (2):

«Ноттінгем Форест»: 1978–79, 1979–80
- Володар Суперкубка Європи (1):

«Ноттінгем Форест»: 1979
- Володар Трофею Браво: 1979